# Балтасинский район
Балтаси́нский райо́н (тат. Балта́ч районы́) — административно-территориальная единица и муниципальное образование (муниципальный район) в составе Республики Татарстан Российской Федерации.
Район был создан в 1930 году как административное образование ТАССР. В 1963-м его присоединили к Арскому району, а через два года воссоздали с центром в посёлке городского типа Балтаси.

## География
Балтасинский район расположен на севере Республики Татарстан, граничит с Арским, Кукморским и Сабинским районами, а также с Республикой Марий Эл и Кировской областью. Территория района занимает 1094,5 км². Административный центр — посёлок городского типа Балтаси, находится в 100 км от Казани.
Рельеф представляет собой возвышенную равнину высотой 170—200 м. Речная сеть представлена рекой Шушма и её притоками — Арборкой, Кугуборкой и Кушкетом.

## Герб и флаг
Герб района был утверждён решением Совета Балтасийского муниципального района 21 декабря 2006 года. Центральной фигурой герба является медведь, держащий в лапах топор, символизирующий название района: «балта» в переводе с татарского означает «топор». Медведь — традиционный символ мощи, силы, уверенности, хозяин леса. В гербе он изображён строящим дом, что говорит о традициях и искусности балтасинских мастеров по дереву. Серебряный цвет топора символизирует чистоту, совершенство, мир и взаимопонимание. В целом цветовая гамма подчёркивает важное значение природных ресурсов в жизни района: зелёный цвет символизирует природу и здоровье, голубой — честь, духовность и природные памятники, золото — урожай, богатство, стабильность, интеллект и уважение.

## История
Посёлок Балтаси, также известный как «Акманова Пустошь», был основан в начале XVII века. В то время местное население занималось земледелием и скотоводством.
До 1920 года территория района относилась к Казанскому уезду Казанской губернии и Малмыжскому уезду Вятской губернии. Затем район присоединили к Арскому кантону ТАССР. В 1930—1932 годах он перешёл к Тюнтерскому району, который в 2 марта 1932 года переименовали в Балтасинский, 16 июля 1958 года в него вошла территория Ципьинского района. 1 февраля 1963 году район упразднили, как и множество других, а земли присоединили к Арскому, но уже через два года — 12 января 1965 года — воссоздали как самостоятельную административную единицу.
С 2006 по 2012 год главой района являлся Зарипов Марат Хайевич. С 2012-го эту должность занимает Нутфуллин Рамиль Рашитович. Исполнительным комитетом руководит Хайрутдинов Айдар Фоатович.

## Население

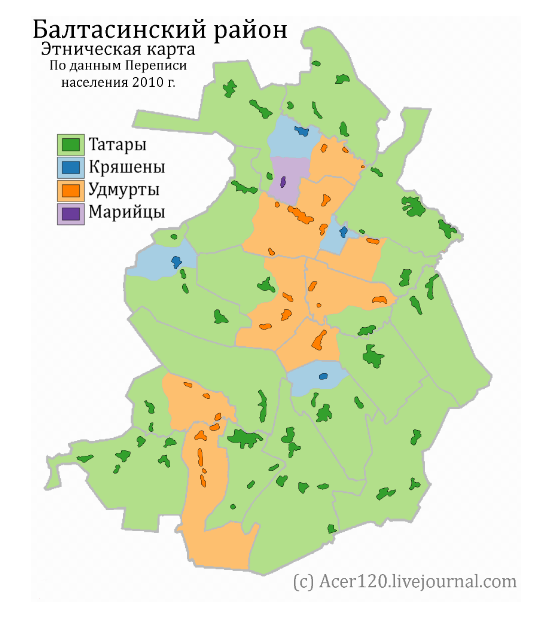
Этническая карта Балтасинского района

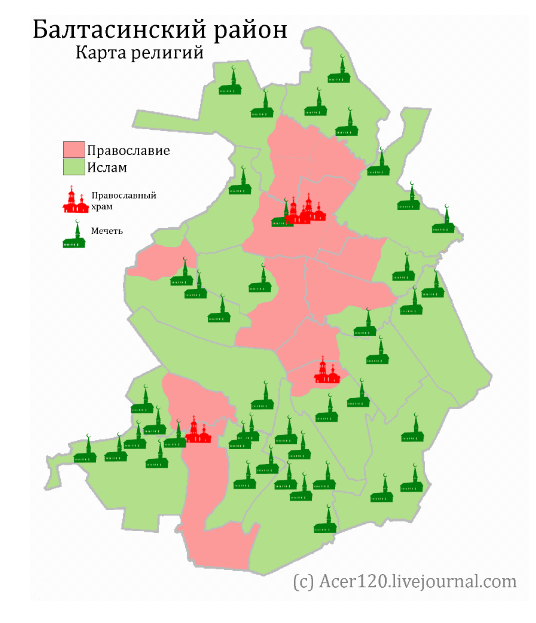
Религиозная карта Балтасинского района

На 2020 год в районе проживает 33 176 человек.
Согласно итогам Всероссийской переписи населения 2020 года (из числа указавших национальность), татары составляют 84,4 % населения района, удмурты — 12,1 %, русские — 1,9 %, марийцы — 1,1 %. 
| 2002    | 2003    | 2004    | 2005    | 2006    | 2007    | 2008    |
| ------- | ------- | ------- | ------- | ------- | ------- | ------- |
| 32 967  | ↘32 700 | ↗33 100 | ↗33 395 | ↗33 422 | ↘33 410 | ↗33 548 |
| 2009    | 2010    | 2011    | 2012    | 2013    | 2014    | 2015    |
| →33 548 | ↗33 879 | ↘33 869 | ↗33 920 | ↘33 872 | ↘33 803 | ↘33 752 |
| 2016    | 2017    | 2018    | 2019    | 2021    |         |         |
| ↘33 741 | ↘33 540 | ↘33 439 | ↘33 294 | ↘33 229 |         |         |

## Муниципально-территориальное устройство
В Балтасинском муниципальном районе 1 городское, 17 сельских поселений и 77 населённых пунктов их в составе.
| №        | Муниципальное образование           | Админ. центр          | Количество населённых пунктов | Население | Площадь, км² |
| -------- | ----------------------------------- | --------------------- | ----------------------------- | --------- | ------------ |
| 1e-06    | Городское поселение                 |                       |                               |           |              |
| 1        | посёлок городского типа Балтаси     | пгт Балтаси           | 4                             | ↘8454     |              |
| 1.000002 | Сельские поселения                  |                       |                               |           |              |
| 2        | Бурбашское сельское поселение       | село Бурбаш           | 3                             | ↘1561     |              |
| 3        | Бурнакское сельское поселение       | деревня Бурнак        | 4                             | ↘769      |              |
| 4        | Верхнесубашское сельское поселение  | село Верхний Субаш    | 5                             | ↘1152     |              |
| 5        | Карадуванское сельское поселение    | деревня Карадуван     | 6                             | ↘1871     |              |
| 6        | Кугунурское сельское поселение      | село Кугунур          | 8                             | ↘1809     |              |
| 7        | Малолызинское сельское поселение    | село Малые Лызи       | 5                             | ↘1238     |              |
| 8        | Норминское сельское поселение       | село Норма            | 6                             | ↗3528     |              |
| 9        | Нуринерское сельское поселение      | село Нуринер          | 4                             | ↘1354     |              |
| 10       | Пижмарское сельское поселение       | село Пижмар           | 5                             | ↘837      |              |
| 11       | Салаусское сельское поселение       | село Старая Салаусь   | 4                             | ↘1723     |              |
| 12       | Смаильское сельское поселение       | деревня Смаиль        | 2                             | ↗968      |              |
| 13       | Сосновское сельское поселение       | село Нижняя Сосна     | 1                             | ↗1080     |              |
| 14       | Среднекушкетское сельское поселение | село Тюнтер           | 4                             | ↘1093     |              |
| 15       | Ципьинское сельское поселение       | село Ципья            | 7                             | ↘3008     |              |
| 16       | Шишинерское сельское поселение      | село Шишинер          | 2                             | ↘903      |              |
| 17       | Шубанское сельское поселение        | деревня Верхний Шубан | 5                             | ↘785      |              |
| 18       | Янгуловское сельское поселение      | село Янгулово         | 2                             | ↘1219     |              |

| №  | Населённый пункт       | Тип     | Население | Муниципальное образование           |
| -- | ---------------------- | ------- | --------- | ----------------------------------- |
| 1  | Алан                   | деревня | ↗574      | Бурбашское сельское поселение       |
| 2  | Арбаш                  | село    | ↗563      | Карадуванское сельское поселение    |
| 3  | Арбор                  | село    |           | Ципьинское сельское поселение       |
| 4  | Атня                   | село    |           | Пижмарское сельское поселение       |
| 5  | Балтаси                | пгт     | ↘8180     | посёлок городского типа Балтаси     |
| 6  | Биктяшево              | деревня |           | Салаусское сельское поселение       |
| 7  | Большие Лызи 1 часть   | деревня |           | Малолызинское сельское поселение    |
| 8  | Большие Лызи 2-я часть | деревня | ↗72       | Шубанское сельское поселение        |
| 9  | Бурбаш                 | село    | ↘869      | Бурбашское сельское поселение       |
| 10 | Бурбашский Сардыган    | деревня | ↘264      | Бурбашское сельское поселение       |
| 11 | Бурнак                 | деревня | ↘570      | Бурнакское сельское поселение       |
| 12 | Верхний Сардек         | деревня |           | Пижмарское сельское поселение       |
| 13 | Верхний Субаш          | село    |           | Верхнесубашское сельское поселение  |
| 14 | Верхний Шубан          | деревня | ↘366      | Шубанское сельское поселение        |
| 15 | Верхняя Кня            | деревня |           | Карадуванское сельское поселение    |
| 16 | Верхняя Ушма           | деревня |           | Малолызинское сельское поселение    |
| 17 | Гондырево              | село    | ↗91       | Шубанское сельское поселение        |
| 18 | Дурга                  | деревня |           | Кугунурское сельское поселение      |
| 19 | Каенсар                | деревня | ↘61       | Верхнесубашское сельское поселение  |
| 20 | Карадуван              | деревня |           | Карадуванское сельское поселение    |
| 21 | Карек-Серма            | деревня | ↘112      | Бурнакское сельское поселение       |
| 22 | Карелино               | село    |           | Норминское сельское поселение       |
| 23 | Килеево                | село    |           | Норминское сельское поселение       |
| 24 | Княбаш                 | село    |           | Карадуванское сельское поселение    |
| 25 | Комаров-Завод          | деревня |           | Нуринерское сельское поселение      |
| 26 | Кугунур                | село    |           | Кугунурское сельское поселение      |
| 27 | Кургем                 | село    |           | Кугунурское сельское поселение      |
| 28 | Куремьял               | деревня |           | Кугунурское сельское поселение      |
| 29 | Курмала                | деревня |           | посёлок городского типа Балтаси     |
| 30 | Кускем                 | деревня |           | Кугунурское сельское поселение      |
| 31 | Кушкетбаш              | село    | 461       | Верхнесубашское сельское поселение  |
| 32 | Куюк                   | деревня |           | посёлок городского типа Балтаси     |
| 33 | Куюкбаш                | деревня |           | посёлок городского типа Балтаси     |
| 34 | Малые Лызи             | село    |           | Малолызинское сельское поселение    |
| 35 | Мельничная             | деревня |           | Ципьинское сельское поселение       |
| 36 | Нижний Субаш           | деревня | ↘144      | Верхнесубашское сельское поселение  |
| 37 | Нижний Шубан           | деревня | ↗144      | Шубанское сельское поселение        |
| 38 | Нижняя Кня             | село    |           | Карадуванское сельское поселение    |
| 39 | Нижняя Сосна           | село    | ↗1079     | Сосновское сельское поселение       |
| 40 | Нижняя Ушма            | деревня |           | Малолызинское сельское поселение    |
| 41 | Новая Гора             | деревня | →0        | Бурнакское сельское поселение       |
| 42 | Новая Салаусь          | деревня |           | Салаусское сельское поселение       |
| 43 | Норма                  | село    |           | Норминское сельское поселение       |
| 44 | Нормабаш               | деревня |           | Норминское сельское поселение       |
| 45 | Нуринер                | село    |           | Нуринерское сельское поселение      |
| 46 | Пижмар                 | село    |           | Пижмарское сельское поселение       |
| 47 | Пор-Кутеш              | деревня |           | Среднекушкетское сельское поселение |
| 48 | Починок Сосна          | деревня |           | Верхнесубашское сельское поселение  |
| 49 | Пускань                | деревня |           | Норминское сельское поселение       |
| 50 | Сала-Кушкет            | деревня |           | Среднекушкетское сельское поселение |
| 51 | Сардек                 | село    |           | Пижмарское сельское поселение       |
| 52 | Сардыган               | деревня |           | Салаусское сельское поселение       |
| 53 | Сизнер                 | деревня |           | Смаильское сельское поселение       |
| 54 | Смаиль                 | деревня |           | Смаильское сельское поселение       |
| 55 | Средний Кушкет         | село    |           | Среднекушкетское сельское поселение |
| 56 | Средняя Ушма           | посёлок |           | Малолызинское сельское поселение    |
| 57 | Старая Салаусь         | село    |           | Салаусское сельское поселение       |
| 58 | Старая Турья           | деревня | ↘156      | Бурнакское сельское поселение       |
| 59 | Старая Ципья           | деревня |           | Ципьинское сельское поселение       |
| 60 | Старый Кушкет          | село    |           | Янгуловское сельское поселение      |
| 61 | Старый Пукшинер        | деревня |           | Пижмарское сельское поселение       |
| 62 | Сырья                  | деревня |           | Ципьинское сельское поселение       |
| 63 | Тагашур                | деревня |           | Ципьинское сельское поселение       |
| 64 | Тархан                 | посёлок |           | Нуринерское сельское поселение      |
| 65 | Тау Зары               | деревня |           | Карадуванское сельское поселение    |
| 66 | Тюнтер                 | село    |           | Среднекушкетское сельское поселение |
| 67 | Улисьял                | деревня |           | Кугунурское сельское поселение      |
| 68 | Ура                    | село    |           | Шишинерское сельское поселение      |
| 69 | Ципья                  | село    |           | Ципьинское сельское поселение       |
| 70 | Чапшар                 | село    |           | Норминское сельское поселение       |
| 71 | Чутай                  | село    |           | Нуринерское сельское поселение      |
| 72 | Шишинер                | село    |           | Шишинерское сельское поселение      |
| 73 | Шуда                   | село    |           | Кугунурское сельское поселение      |
| 74 | Ямбурово               | посёлок |           | Кугунурское сельское поселение      |
| 75 | Янгулово               | село    |           | Янгуловское сельское поселение      |
| 76 | Янгурчи                | деревня |           | Ципьинское сельское поселение       |
| 77 | Ярак-Чурма             | деревня | 156       | Шубанское сельское поселение        |

## Экономика

### Современное состояние
Балтасинский район в национальном рейтинге 2020 года занимает 22-е место по качеству жизни среди всех 43 районов (оценивались доходы местного бюджета, среднемесячная зарплата, инфраструктура, объём инвестиций в основной капитал и другие показатели). Здесь отмечается низкая доля плохих дорог — 12 %, и только в двух сёлах не проведён водопровод — это один из самых хороших показателей по Республике Татарстан.
Основой экономики района является сельское хозяйство: на него приходится 51 % всей валовой продукции, произведённой в районе. Здесь развиты мясо-молочное скотоводство, свиноводство, овцеводство и кролиководство. Кроме того, в районе возделывают рожь, яровую пшеницу, ячмень, овёс, горох, картофель, лён, подсолнечник и рапс. Сельскохозяйственные угодья составляют 78,2 тыс. га (2 % от с/х-земель всей Республике), 71,1 из которых занимают пашни. По данным 2017 года, в районе ежегодно производят более 100 тыс. тонн зерна, 67 тыс. тонн молока и 6 тыс. тонн мяса.
Промышленное производство представлено пищевыми предприятиями, лёгкой, мукопольно-крупяной и добывающей промышленностью. Наиболее крупные предприятия — филиал компании «Вамин» Татарстан Балтасинский ММК, организации «Ушма», «Кара-куль», ПО «Хлеб».
В 2019-м в районе построили индустриальный парк «Балтач» для компаний, занятых в халяльном производстве.

### Инвестиционный потенциал
В первой половине 2020 года инвестиции в основной капитал составили в 1,3 млрд рублей. Всего в районе зарегистрировано 232 малых и средних предприятий, а также 664 индивидуальных предпринимателя. Для их поддержки на территории муниципального образования реализовано несколько государственных программ: выдача микрозаймов, программа стимулирования кредитования, субсидирование затрат на оплату по договору лизинга оборудования и другие.
Для предпринимателей, занятых в халяльной индустрии, в 2019 году был построен тематический индустриальный парк «Балтач» на 16 га. Инвестором проекта является ИФК «Линова», первоначальные вложения в проект составили 10 млн рублей.
В 2019 году в селе Старая Салаусь сельхозпредприятие «Татарстан» начало строительство мегафермы на 4 тыс. голов общей стоимостью 450 млн рублей. Ожидается, что ферма будет оборудована двумя современными коровниками. Гарантийный фонд республики заявлял о намерении инвестировать в проект 30 млн рублей.

### Транспорт
По территории района проходит автомобильная дорога 16К-0396 «Казань — Малмыж», от которой отходят автодороги Балтаси — Шемордан — Богатые Сабы — Тюлячи (также на Кукмор и мост у Вятских Полян), 16К-0520 «Балтаси — Ципья», 16К-0533 «Шишинер — Ципья — Мари-Турек».

## Экология
Природно-заповедный фонд района составляет 3950 га. Бо́льшую часть занимает природный комплексный заказник «Балтасинский», образованный в 2001 году. Он включает два лесных участка Арского лесничества общей площадью 3452 га: Карадуванский («Мусинский лес») и Нормабашский.
Кроме того, на территории района находятся природные объекты, относящиеся к памятникам природы: озеро Кара-Куль и река Шошма, а также охраняемый природный объект — Сурнарский охотничий заказник.

## Социальная сфера
В сфере образования Балтасинского муниципального района числится 51 общеобразовательная школа, лицей, две гимназии и 40 дошкольных детских учреждений. Культурная сфера представлена районным Домом культуры, библиотеками, сельскими клубами. Среди районных газет «Труд» («Хезмәт»), которая выходит на русском и татарском языках.
В районе располагается несколько музеев: краеведческий «Дружба народов», Музей истории сибирского тракта и Мусы Джалиля и музей-усадьба драматурга Мирхайдара Файзи. Кроме того, на территории муниципального образования находятся 11 археологических памятников, относящихся к периоду неолита и временам Казанского ханства, а также 5 памятников истории и 8 памятников архитектуры.

## Знаменитые уроженцы
- Гильмутдинов Гайфутдин —  Герой Советского Союза, командир пулемётного отделения 1-го стрелкового батальона 120-го гвардейского стрелкового полка 39-й гв. мсд 8-й гв. А. Родился в селе Смаиль.[источник не указан 1681 день]
- Медведев, Григорий Сергеевич (1904—1938) — удмуртский писатель, родился в селе Малые Лызи.[источник не указан 1681 день]
- Фёдоров, Михаил Владимирович (1904—19??) — советский военачальник, гвардии полковник, родился в деревне Биктяшево.[источник не указан 1681 день]